# Агентство по гарантированному возмещению банковских вкладов (депозитов) физических лиц
Государственное учреждение «Агентство по гарантированному возмещению банковских вкладов (депозитов) физических лиц» (бел. Агенцтва гарантаванага пакрыцця банкаўскіх укладаў (дэпазiтаў) фiзiчных асоб) — организация в структуре Национального банка Республики Беларусь, созданная в декабре 2008 года в соответствии с законом «О гарантированном обеспечении банковских вкладов (депозитов физических лиц». Основной задачей является страхование средств физических лиц в зарегистрированных банках и небанковских финансовых учреждениях. В нём обязательно регистрируются все банки Беларуси, которые принимают вклады населения.
Основной целью деятельности Агентства является обеспечение гарантированного возмещения денежных средств в белорусских рублях и иностранной валюте, размещенных физическими лицами (в том числе выступающими в качестве индивидуальных предпринимателей) на счетах и (или) во вклады (депозиты) в банках и небанковских кредитно-финансовых организациях, принятых на учёт в Агентстве, для защиты прав и законных интересов таких лиц.

## Реестр банков
По состоянию на 20 июня 2016 года в реестр банков Агентства включены следующие 24 банка::
| Порядковый номер | Название                  |
| ---------------- | ------------------------- |
| 1                | Белагропромбанк           |
| 2                | Беларусбанк               |
| 3                | Белинвестбанк             |
| 4                | Приорбанк                 |
| 5                | Белвнешэкономбанк         |
| 6                | Паритетбанк               |
| 7                | Белорусский народный банк |
| 8                | РРБ-Банк                  |
| 9                | Белгазпромбанк            |
| 10               | МТБанк                    |
| 11               | Технобанк                 |
| 12               | Франсабанк                |
| 13               | Банк Решение              |
| 14               | Альфа-Банк                |
| 15               | Банк Москва-Минск         |
| 16               | БТА Банк                  |
| 17               | Хоум Кредит Банк          |
| 18               | Банк ВТБ                  |
| 19               | Банк торговый капитал     |
| 20               | Цептер Банк               |
| 21               | БПС-Сбербанк              |
| 22               | Идея Банк                 |
| 23               | БСБ Банк                  |
| 24               | Абсолютбанк               |

## Покрытие
При возникновении у Агентства обязательства по возмещению банковских вкладов, оно выплачивает физическому лицу возмещение в размере 100% от суммы банковского вклада независимо от количество банковских вкладов у одного физического лица в конкретном банке. Размер выплаты возмещения физическому лицу, которое выступает в качестве индивидуального предпринимателя при заключении банковского вклада, не может превышать 100 000 белорусских рублей в одном банке.
Помимо Беларуси, 100-процентная гарантия сохранения вкладов в последнее время имеется только в Австрии, Греции, Ирландии, Германии и некоторых других странах. Однако, в отличие от Беларуси, Европейский союз и США обеспечивают страхование вкладов как физических, так и юридических лиц.

## Взносы членов Агентства
Каждый член Агентства обязан перечислять на безвозвратной основе денежные средства в резерв Агентства обязательные взносы - учётный и календарный взнос.
Учётный взнос - денежные средства в размере 0,5% от нормативного капитала банка на 1-е число месяца, в котором банк получил специальное разрешение на осуществление банковской деятельности. Уплачивается единоразово при вступлении в Агентство.
Календарные взносы же уплачиваются банками за каждый календарный квартал